# بروس ك. فيرغسون
بروس ك. فيرغسون (بالإنجليزية: Bruce K. Ferguson)‏ هو مهندس المناظر الطبيعية أمريكي، (و. 1949  م).

## وصلات خارجية
- الموقع الرسمي